# Kuppenheim
Kuppenheim est une petite ville allemande, située dans le Land de Bade-Wurtemberg.

## Géographie
Kuppenheim se situe au débouché de la vallée de la Murg, en contrebas de la Forêt-Noire, dans le fossé rhénan.

## Communes et villes limitrophes
- Muggensturm ;
- Bischweier ;
- Gaggenau ;
- Baden-Baden, plus précisément le quartier de Haueneberstein ;
- Rastatt, plus précisément les quartiers de Förch, Niederbühl et Rauental.

## Histoire
Il a existé, entre le XVe siècle et les années 1940, une importante communauté juive à Kuppenheim, dont témoignait une synagogue, construite en 1714 et détruite en 1938, et un cimetière israélite, dont la plus ancienne trace remonte à 1694 mais qui existe toujours.
Le combat de Kuppenheim a eu lieu pendant la guerre de la Première Coalition.
Kuppenheim a absorbé, le 1er janvier 1971, l'ancienne commune d'Oberndorf.

## Jumelages
- depuis 1986 : Raon-l'Étape, en France, dans le département des Vosges ;
- depuis 2001 : Filottrano, en Italie, dans la province d'Ancône et la région des Marches.

## Sport
La localité abrite entre autres les équipes suivantes.
| Sport    | Club                      | Lieu       | Division   |
| -------- | ------------------------- | ---------- | ---------- |
| Football | SV 08 Kuppenheim          | Kuppenheim | Landesliga |
| Handball | SG Muggensturm/Kuppenheim | Kuppenheim |            |
| Motoball | PUMA Kuppenheim           | Kuppenheim |            |

## Patrimoine

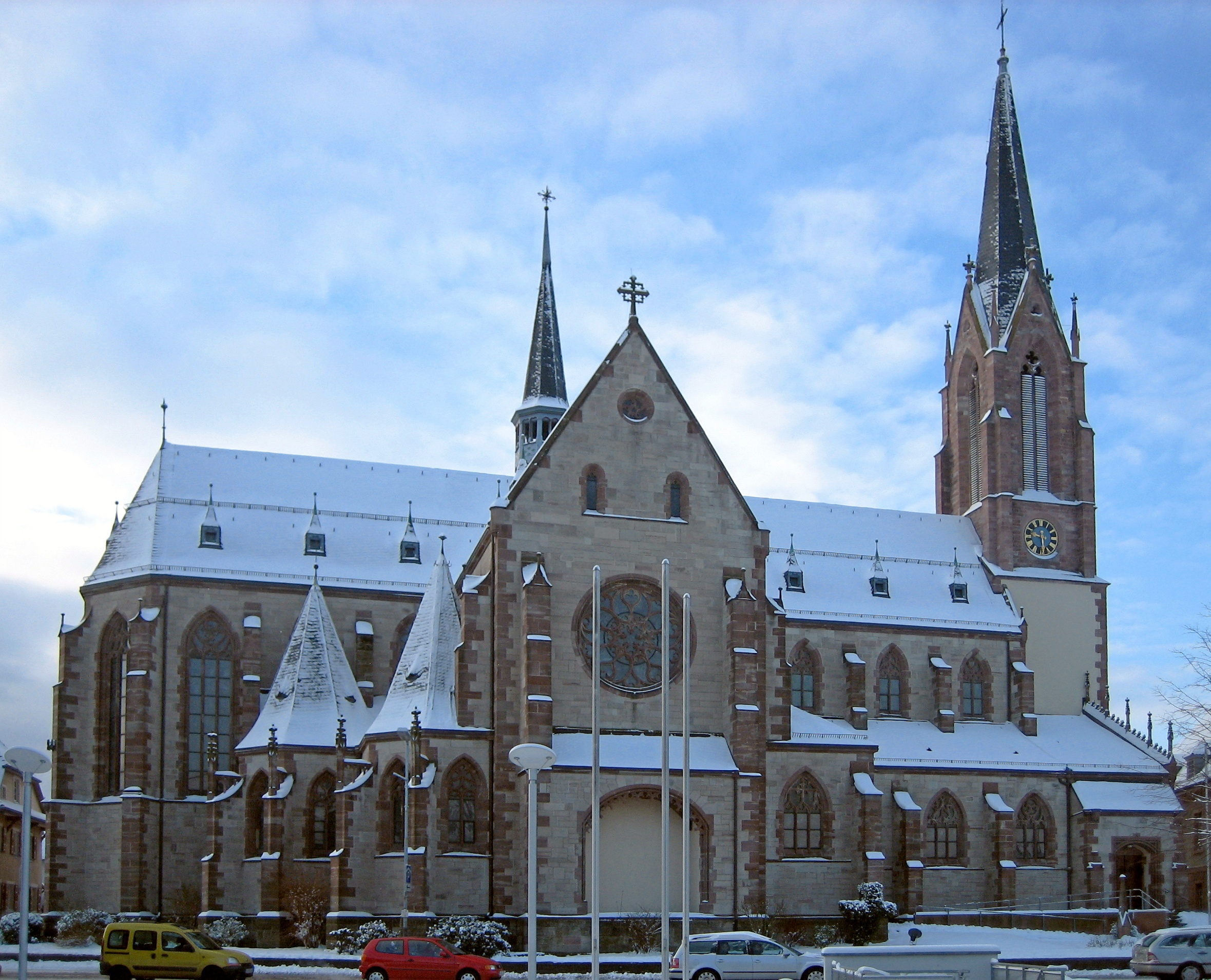
Église Sankt Sebastian de Kuppenheim

- Église Sankt Sebastian, de style néo-gothique, reconstruite de 1902 à 1904 par l'architecte Johannes Schroth (de), spécialisé dans les églises en pays de Bade (Achern, Sinzheim, etc.)

## Personnalités
- Julius Kahn (1861-1924), né à Kuppenheim, émigré aux États-Unis avec ses parents en 1866, membre de la Chambre des représentants des États-Unis pour le 4e district congressionnel de Californie.
- Thomas Grochiowiak (né en 1914 à Recklinghausen en Rhénanie du Nord-Westphalie), peintre allemand partageant son temps entre ses domiciles et ateliers de Recklinghausen, Kuppenheim et en Andalousie.